# Morscy Cyganie

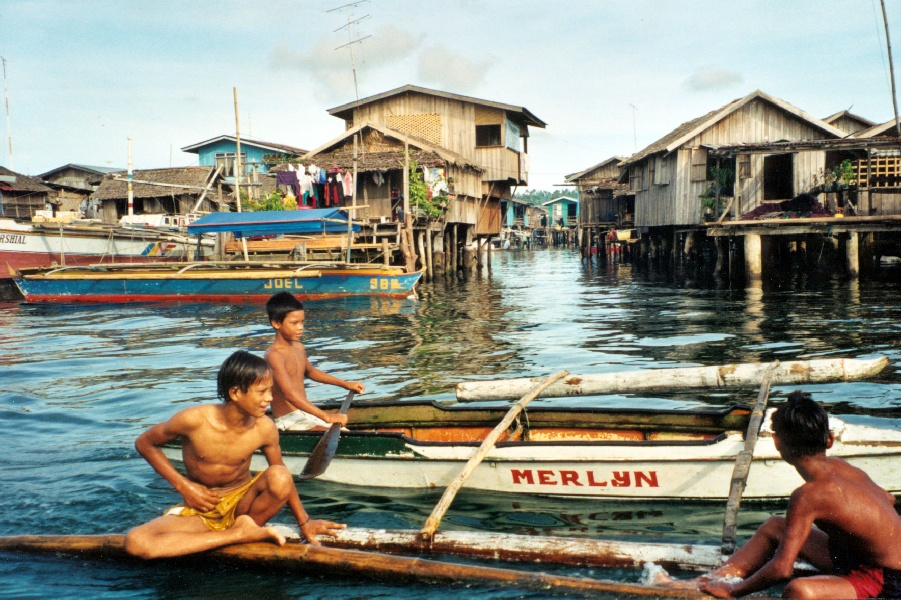
Morscy Koczownicy w rejonie Basilan

Morscy Cyganie, także Morscy Koczownicy (ang. Sea Gypsies, fr. Nomades de la mer) – zbiorcza nazwa prowadzących półkoczowniczy tryb życia, bliżej niespokrewnionych grup etnicznych pochodzenia austronezyjskiego, które żyją na wybrzeżach Azji Południowo-Wschodniej. Społeczności, które się do nich zalicza, to m.in.:
- Badżawowie (ang. Bajau, Badjao, Badjaw lub Badjau) – zamieszkujący należące do Malezji, Brunei i Indonezji wybrzeża Borneo oraz pobliskie wyspy Filipin;
- Mokenowie (ang. Moken, Mawken lub Morgan, taj. มอแกน, zwani także Selung, Salone, Chalome, Chao Ley lub Chao Nam) – licząca ok. 2–3 tys. osób społeczność, zamieszkująca południowe wybrzeża Mjanmy i Tajlandii;
- Orang Laut (ang. i malaj. Orang Laut – „Ludzie Morza”) – mieszkający na Wyspach Riau;
- Lawowie (ang. Lawoi, Lawta, Chawnam, Chaw Talay, Orak Lawoi lub Urak Lawoi) – zamieszkująca wybrzeża Tajlandii społeczność pokrewna Orang Lautom.

Niekiedy do Morskich Cyganów (do Badżawów) zalicza się także:
- Ugiów (ang. Ugis lub Bugis) – mieszkających na południu wyspy Celebes użytkowników języka bugińskiego;
- wszystkich użytkowników języka makasarskiego (ang. Makassar, Makasar lub Macassar).

Wszystkie powyższe społeczności posługują się językami z rodziny austronezyjskiej. Ich kultura oparta jest na przybrzeżnym koczownictwie z użyciem łodzi.